# Edward Joseph Dunne
Edward Joseph Dunne (* 23. April 1848 in Gortnahoe, County Tipperary, Irland; † 5. August 1910 in Green Bay, Wisconsin) war ein US-amerikanischer römisch-katholischer Geistlicher und Bischof von Dallas.

## Leben
Er war der Sohn von Richard Dunn und Judith Cooke, die in Irland lebten. Als Joseph Edward elf Monate alt war, wanderte die Familie in die USA aus, und er wuchs in Chicago auf. Die Priesterweihe empfing er am 29. Juni 1871 und arbeitete danach als Assistent des Erzbischofs von San Francisco Patrick William Riordan. Später wirkte er als Seelsorger an der St. James Church in Chicago und wurde dann als Gründungspfarrer an die All Saints Parish ebendort berufen.
Papst Leo XIII. ernannte ihn am 2. Oktober 1893 zum Bischof von Dallas. Die Bischofsweihe spendete ihm am 30. November 1893 in Chicago der Erzbischof von Chicago Patrick Augustine Feehan; Mitkonsekratoren waren James Ryan, Bischof von Alton in Illinois, und John Samuel Foley, Bischof von Detroit.
Edward Joseph Dunne begründete während seiner Amtszeit eine Anzahl wichtiger Institutionen, darunter das St. Paul Sanitarium (heute St. Paul Medical Center) sowie das Holy Trinity College, aus dem später die University of Dallas hervorging. In seiner Amtszeit wurde auch die Kathedrale des Bistums Dallas Cathedral Shrine of the Virgin of Guadalupe in Dallas erbaut.
Er starb 1910 während eines Besuchs in Green Bay und wurde in Chicago beigesetzt.